# Elisabeth Borchers
Elisabeth Borchers (* 27. Februar 1926 in Homberg, Niederrhein; † 25. September 2013 in Frankfurt am Main) war eine deutsche Schriftstellerin und literarische Übersetzerin.

## Leben
Elisabeth Borchers wuchs in Homberg auf und lebte während des Zweiten Weltkrieges bei ihren Großeltern im elsässischen Niederbronn. Später floh die Familie nach Weißenau in Oberschwaben. Von 1945 bis 1954 arbeitete Borchers als Dolmetscherin bei der französischen Besatzungsmacht. Ihre 1946 geschlossene Ehe wurde 1957 geschieden. Von 1958 bis 1960 hielt sie sich in den USA auf. 1959 wurde sie Mitarbeiterin von Inge Aicher-Scholl an der Hochschule für Gestaltung Ulm. Von 1960 bis 1971 arbeitete Borchers als Lektorin im Luchterhand-Verlag. 1971 wechselte sie in gleicher Funktion zum Suhrkamp- und Insel Verlag, bei dem sie bis 1998 blieb. Borchers entdeckte und förderte viele Autoren und Autorinnen.
Sie verfasste Lyrikbände und zahlreiche Kinderbücher. Außerdem wurde sie als Herausgeberin einer Vielzahl von literarischen Anthologien mit Texten für Kinder und Erwachsene bekannt. Unter anderem übersetzte sie die sieben von Ivan Bilibin illustrierten Märchen aus der Volksmärchensammlung von Alexander Afanassjew aus dem Russischen und aus dem Französischen den Roman Paulina 1880 von Pierre Jean Jouve.
Borchers war Mitglied des PEN-Zentrums Deutschland, der Mainzer Akademie der Wissenschaften und der Literatur, der Deutschen Akademie für Sprache und Dichtung in Darmstadt und der Else-Lasker-Schüler-Gesellschaft.
Elisabeth Borchers starb 2013 mit 87 Jahren und wurde auf dem Frankfurter Hauptfriedhof bestattet.

## Auszeichnungen
- 1965: Funkerzählerpreis des SDR
- 1967: Literaturpreis des Kulturkreises im Bundesverband der Deutschen Industrie
- 1976: Roswitha-Preis der Stadt Bad Gandersheim
- 1976: Deutscher Jugendbuchpreis mit Wilhelm Schlote für Heute wünsch ich mir ein Nilpferd
- 1986: Friedrich-Hölderlin-Preis der Stadt Bad Homburg
- 1996: Verdienstkreuz 1. Klasse der Bundesrepublik Deutschland
- 2012: Horst-Bienek-Preis für Lyrik

## Werke
- Gedichte. Neuwied a. Rh. [u. a.] 1961
- Bi Be Bo Ba Bu – die Igelkinder. Hamburg [u. a.] 1962 (zusammen mit Dietlind Blech)
- Das alte Auto. Gütersloh 1965 (zusammen mit Werner Maurer)
- Nacht aus Eis. Szenen und Spiele. Neuwied [u. a.] 1965
- Und oben schwimmt die Sonne davon. München 1965 (zusammen mit Dietlind Blech)
- Reise mit Samuel. Recklinghausen 1967
- Der Tisch, an dem wir sitzen. Gedichte. mit Illustrationen von Günter Bruno Fuchs, Neuwied [u. a.] 1967
- Das rote Haus in einer kleinen Stadt. München 1969
- Eine glückliche Familie und andere Prosa. Neuwied [u. a.] 1970
- Herr Elf und seine elf Töchter. München 1971 (zusammen mit Ursel Maiorana)
- Papperlapapp, sagt Herr Franz, der Rennfahrer. München 1971 (zusammen mit Renate Sellig)
- Als Zaddelpaddel kam. Frankfurt am Main 1972 (zusammen mit Erna de Vries)
- Das Fest des großen Rüpüskül oder Hilfe, haltet den Dieb! Frankfurt am Main 1972 (zusammen mit Jacques-Henri Lartigue)
- Schöner Schnee. München 1972 (zusammen mit Anna Robeck)
- Das Märchen vom herrlichen Falken und andere russische Märchen. Frankfurt am Main 1974 (zusammen mit Iwan Bilibin)
- Wassilissa, die Wunderschöne und andere russische Märchen. Frankfurt am Main 1974 (zusammen mit Iwan Bilibin)
- Das Bilderbuch mit Versen. Frankfurt am Main 1975 (zusammen mit Nicola Bayley)
- Heute wünsch ich mir ein Nilpferd. Frankfurt am Main 1975 (zusammen mit Wilhelm Schlote)
- Eine russische Legende. Frankfurt am Main 1975 (zusammen mit Iwan Bilibin)
- Gedichte. ausgewählt von Jürgen Becker, Frankfurt am Main 1976
- Briefe an Sarah. (zusammen mit Wilhelm Schlote) Insel-Verlag, Frankfurt am Main 1977, ISBN 3-458-05067-1.
- Die Zeichenstunde. (zusammen mit Wilhelm Schlote) Insel-Verlag, Frankfurt am Main 1977, ISBN 3-458-05039-6.
- Lectori salutem. Akademie der Wiss. u. d. Literatur, Mainz 1978, ISBN 3-515-02855-2.
- Paul und Sarah oder Wenn zwei sich was wünschen. (zusammen mit Wilhelm Schlote) Insel-Verlag, Frankfurt am Main 1979, ISBN 3-458-05848-6.
- Das Geburtstagsbuch für Kinder. (zusammen mit László Varvasovszky) Insel-Verlag, Frankfurt am Main 1982, ISBN 3-458-32364-3.
- Der König der Tiere und seine Freunde. (mit Illustrationen von Louise Brierley). Insel Taschenbuch, Frankfurt am Main 1982, ISBN 3-458-32322-8.
- Ein Weihnachtstraum. (zusammen mit Friedrich Hechelmann) Hirmer, München 1984, ISBN 3-7774-3740-9.
- Wer lebt. Gedichte. Suhrkamp, Frankfurt am Main 1986, ISBN 3-518-03064-7.
- Von der Grammatik des heutigen Tages. Gedichte. Suhrkamp, Frankfurt am Main 1992, ISBN 3-518-40427-X.
- Was ist die Antwort. Gedichte. Suhrkamp, Frankfurt am Main 1998, ISBN 3-518-40957-3.
- Alles redet, schweigt und ruft. Gesammelte Gedichte. Ausgewählt und mit einem Nachwort von Arnold Stadler, Suhrkamp, Frankfurt am Main 2001, ISBN 3-518-39731-1.
- Eine Geschichte auf Erden. Gedichte. Suhrkamp, Frankfurt am Main 2002, ISBN 3-518-41303-1.
- Nicht zu tilgen. Frankfurt am Main 2002 (zusammen mit Jörg Kitta-Kittel)
- Lichtwelten. Abgedunkelte Räume – Frankfurter Poetikvorlesungen. Suhrkamp, Frankfurt am Main 2003, ISBN 3-518-12324-6.
- Zeit. Zeit – Gedichte. Suhrkamp, Frankfurt am Main 2006, ISBN 3-518-41816-5.
- 88 Gedichte. Ausgewählte Gedichte. Weissbooks, Frankfurt am Main 2014, ISBN 978-3-86337-034-3.
- Nicht zur Veröffentlichung bestimmt. Ein Fragment. Herausgegeben und mit einem Nachwort von Martin Lüdke, weissbooks, Frankfurt am Main 2018, ISBN 978-3-86337-103-6 (postum).
- Oben schwimmt die Sonne davon. Gedichte für Kinder. dtv, München 2019, ISBN 978-3-423-64056-5.

### Herausgeberschaft
- Die Kornblumen und die Städte. Stierstadt im Taunus 1962 (zusammen mit Peter Hamm)
- Für Eduard Reifferscheid. Berlin [u. a.] 1969
- Der Einbruch eines Holzfällers in eine friedliche Familie. Gütersloh 1971
- Das große Lalula und andere Gedichte und Geschichten von morgens bis abends für Kinder. München 1971
- Ein Fisch mit Namen Fasch und andere Gedichte und Geschichten von Menschen und anderen Menschen. München 1972
- Märchen deutscher Dichter. Frankfurt am Main 1972
- Und dann und wann ein weißer Elefant. Frankfurt am Main 1972
- Das Weihnachtsbuch. Frankfurt am Main 1973
- Das Buch der Liebe. Frankfurt am Main 1974
- Hans Carl Artmann: Gedichte über die Liebe und über die Lasterhaftigkeit. Frankfurt am Main 1975
- Das Insel-Buch der Träume. Frankfurt am Main 1975
- Das sehr nützliche Merk-Buch für Geburtstage. Frankfurt am Main 1975
- Das Weihnachtsbuch für Kinder. Frankfurt am Main 1975
- Liebe Mutter. Frankfurt am Main 1976
- Günter Eich: Der 29. Februar. Frankfurt am Main 1978
- Das Adventbuch. Frankfurt am Main 1979
- Deutsche Märchen. Frankfurt am Main 1979
- Das Insel-Buch für Kinder. Frankfurt am Main 1979
- Das Poesiealbum. Frankfurt am Main 1979
- Im Jahrhundert der Frau. Frankfurt am Main 1980
- Lektüre zwischen den Jahren. Frankfurt am Main 1980
- Lektüre zwischen den Jahren. Frankfurt am Main 1982
- Luchterhands Loseblatt-Lyrik. Darmstadt [u. a.]
  - Bd. 1. 1966 – 1968. 1983
  - Bd. 2. 1968 – 1970. 1983
- Liebesgeschichten. Frankfurt am Main 1984
- An den Mond. Frankfurt am Main 1986
- Marie Luise Kaschnitz: Liebesgeschichten. Frankfurt am Main 1986
- Lesebuch für Kinder. Frankfurt am Main 1987
- Deutsche Gedichte. Frankfurt am Main 1987
- Jahraus, jahrein. Frankfurt am Main 1989
- Gedichte berühmter Frauen. Frankfurt am Main 1996
- Marie Luise Kaschnitz: Gedichte. Frankfurt am Main 2002
- Marie Luise Kaschnitz: Ziemlich viel Mut in der Welt. Frankfurt am Main 2002
- Das ist die Nachtigall, sie singt. Eine Versammlung der Vögel einberufen von Elisabeth Borchers. Insel Verlag, Frankfurt am Main 2004, ISBN 3-458-19250-6.

### Übersetzungen
- Richard Adams: Die Reise der beiden Tiger. Insel-Verlag, Frankfurt am Main 1976, ISBN 3-458-05709-9.
- Janine Aeply: Rendez-vous. Luchterhand, Neuwied am Rhein (u. a.) 1961, DNB 450029484.
- Maria Enrica Agostinelli: Ich weiß etwas, was du nicht weißt. Büchergilde Gutenberg, Frankfurt am Main 1969, DNB 571683622.
- Maria Enrica Agostinelli: Der eine groß, der andere klein. Ellermann, München 1970, DNB 454542666.
- Nicola Bayley: Siebenundsiebzig Tiere und ein Ochse. Insel-Verlag, Frankfurt am Main 1977, ISBN 3-458-05064-7 (übersetzt zusammen mit Maria Dessauer).
- Albert Cullum: Die Geranie auf dem Fensterbrett stirbt und Sie machen einfach weiter, Frau Lehrerin! Insel-Verlag, Frankfurt am Main 1972, ISBN 3-551-59507-0.
- Marguerite Duras: Ach, Ernesto. Insel-Verlag, Frankfurt am Main 1972, DNB 730349721.
- Kate Greenaway: Butterblumengarten. Insel-Verlag, Frankfurt am Main 1974, DNB 750115629.
- Kate Greenaway: Mutter Gans oder Die alten Ammenreime. Insel-Verlag, Frankfurt am Main 1973, ISBN 3-458-01728-3.
- Pierre Jean Jouve: Paulina 1880. Luchterhand, Neuwied/Berlin 1964, DNB 452241413.
- Wladimir Majakowski: Vater, kauf mir ein Pferd. Ellermann, München 1972, DNB 730241513.
- Jacques Prévert: Weihnachtsgäste. Insel-Verlag, Frankfurt am Main 1981, ISBN 3-458-32277-9.
- Marcel Proust: Der Gleichgültige. Suhrkamp, Frankfurt am Main 1978, ISBN 3-518-01601-6.
- Alexander Puschkin: Das Märchen vom Zaren Saltan, von seinem Sohn, dem berühmten und mächtigen Fürsten Gwidon und von der wunderschönen Schwanenprinzessin. Insel-Verlag, Frankfurt am Main 1973, DNB 750145196.